# The Uchōten Hotel
The Uchōten Hotel (The 有頂天ホテル?), noto anche con il titolo internazionale Suite Dreams, è un film del 2006 scritto e diretto da Kōki Mitani.

## Trama
In un albergo di lusso le vite degli impiegati e dei vari ospiti si intrecciano, portando a una serie di equivoci.

## Distribuzione
In Giappone l'opera è stata distribuita dalla Toho a partire dal 14 gennaio 2006.